# Torre dello Standardo
A Torre dello Standardo  (máltaiul: : It-Torri tal-Istandard ) vagy Szabvány torony kis őrtorony Mdinában, Máltán. A máltai lovagrend építtette 1725–1726 között, egy korábbi torony helyére, a városkapu közelében. Az erődített város védműveinek egyike. Kommunikációs toronynak épült, hogy fogadhassa és továbbítsa a parti őrtornyok jeleit. Ma is jó állapotban van, turisztikai információs-központ működik benne és alkalmanként kulturális rendezvények helyszíne.

## Leírása
A Torre dello Standardo a 17. századi De Redín-tornyok mintájára épült: négyzetes alaprajzú, kétemeletes, belső terét ívekkel alátámasztott álmenyezet osztja két egymás feletti helyiségre; a szilárd falazaton belül csigalépcső köti össze a felső szintet a lapostetővel, amelyet falazott mellvéd vesz körül. Ám ez a torony a tengerparti őrtornyoknál elegánsabb felépítésű és a homlokzatot barokk díszítőelemek, valamint De Vilhena nagymester és Mdina városának címerei dekorálják. A szobrászati részletek Francesco Zahra munkái. Az épület másik érdekessége, hogy lépcsőháza kiemelkedik a tetőből, amelynek hengeres falát kupola borítja.

## Története
A Torre dello Standardo a Torre Mastra (szicíliai nyelven: Turri Mastra) más néven Torre de la Bandiera (szicíliai nyelven:Turri dila Bandiera) nevű középkori torony helyén épült, amely az 1693-as szicíliai földrengés során – mint Mdina sok más középkori épülete – jelentős károkat szendevett, és 1725-ben elbontották. Ekkor kezdték megépíteni a Szabvány tornyot António Manuel de Vilhena
nagymester magisztrátusa idején, Charles François de Mondion francia hadmérnök tervei alapján, annak a nagyszabású projektnek a részeként, amely a mdinai városkapu barokk stílusú újjáépítését célozta, és 1726 júliusában készült el.
A torony a szigetek védelmi hálózatának részeként működött, feladata az volt, hogy nappal füst-, éjjel tűzjeleket fogadjon és továbbítson a tőle látótávolságára elhelyezkedő partvédelmi tornyoknak és a nagyobb erődöknek, illetve mozgósítsa a katonaságot és a lakosságot a tenger felől érkező támadás esetén. A torony minden este egy ágyúlövéssel figyelmeztetett a városkapuk bezárására.
1798-ban a francia megszállás ellen lázadó máltaiak nápolyi-, portugál-, és máltai zászlókat tűztek ki a toronyban, hogy ezekkel jelezzenek a segítségükre érkező portugál hadseregnek. A Torre dello Standardo egészen a 18. század közepéig jelzőtoronyként működött. A 19. században, amikor a közeli Vilhena-palotat a brit katonaság szanatóriumként használta, a torony a szanatóriumban dolgozó személyzet szálláshelye volt. 1888-ban távirati irodaként használták, majd rendőrőrs működött benne, mígnem 2002-ben a rendőrség átköltözött az utca túloldalán álló épületbe. 2011 márciusa óta a torony turisztikai információs-központ.

## További megjelenése
A torony és a Mdina-kapu az 1989 és 2007 között forgalomban lévő 5 lírás máltai bankjegyet díszítette.[16]

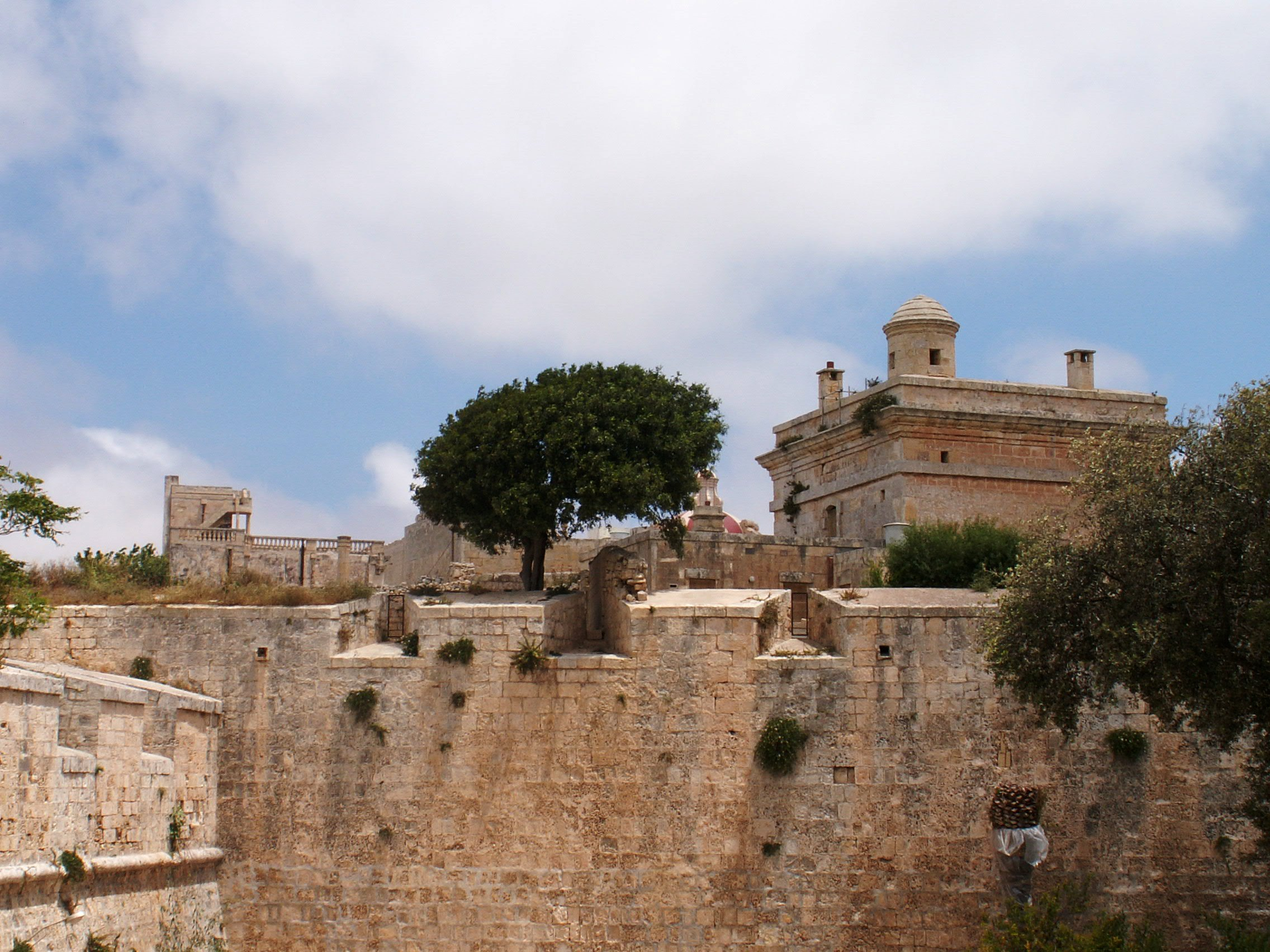
Mdina városfala a torony látképével
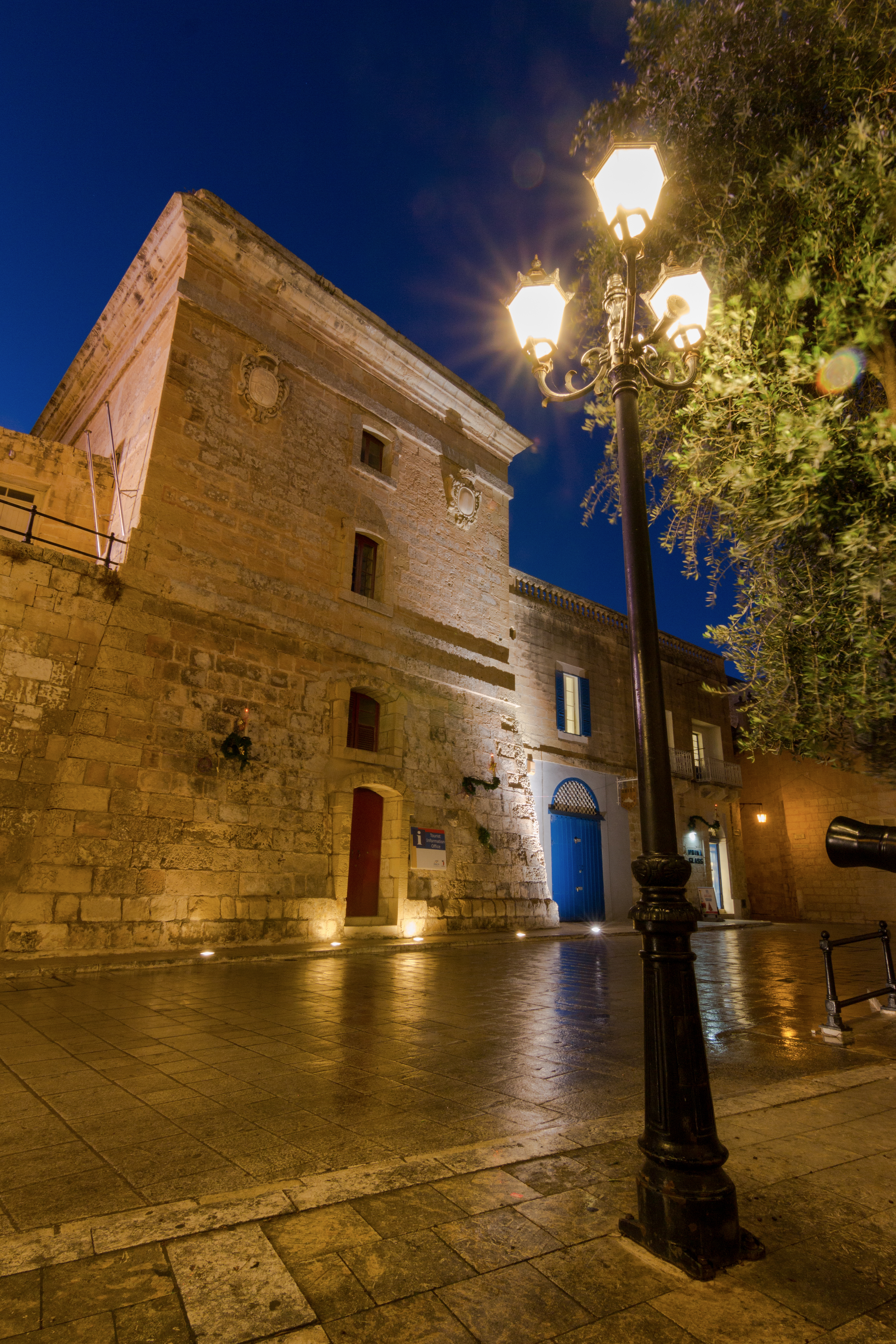
A Szabvány torony esti díszkivilágításban
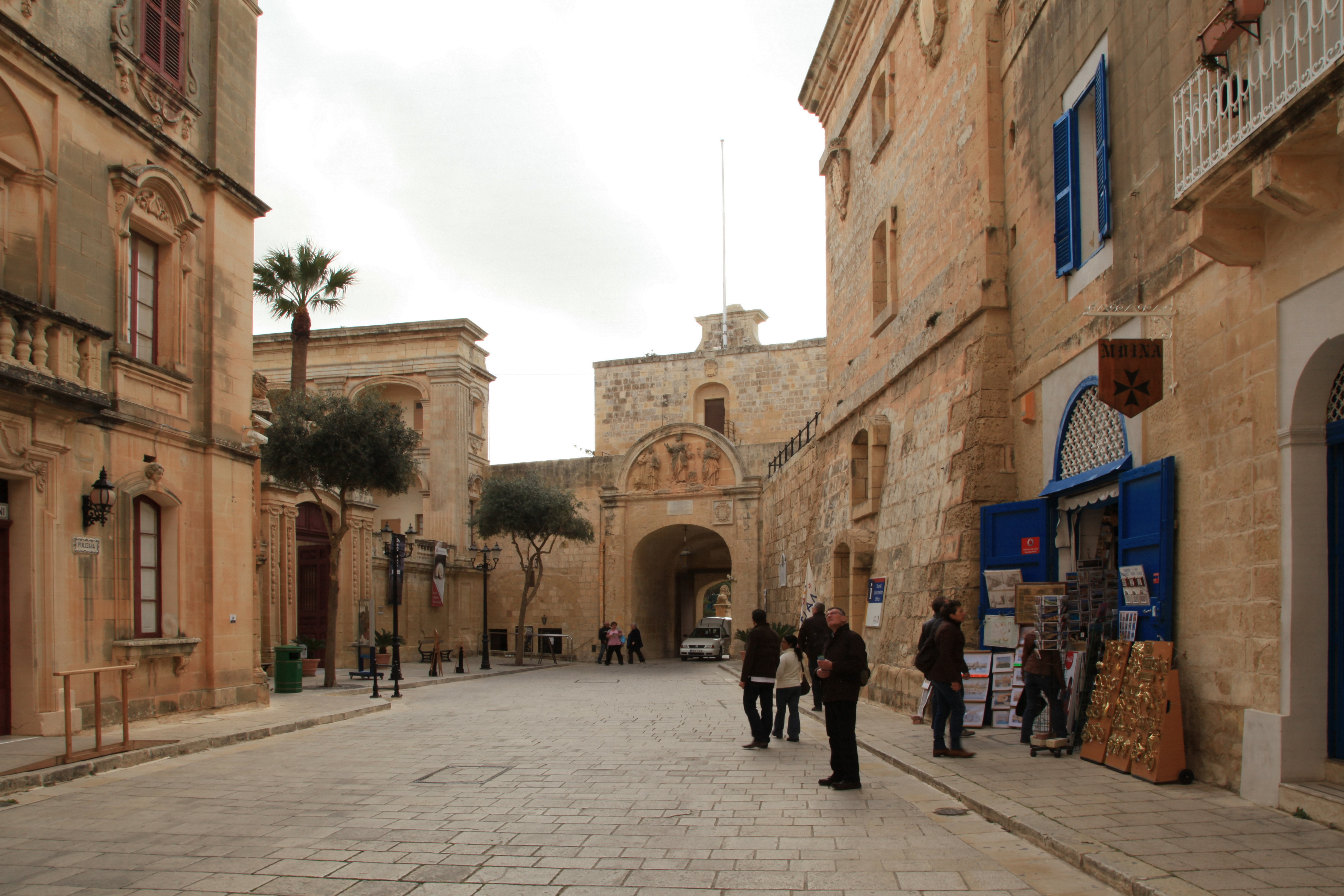
A torony és a városkapu a Szent Publius térről

## Fordítás
Ez a szócikk részben vagy egészben  a   Torre dello Standardo című angol Wikipédia-szócikk fordításán alapul.  Az eredeti cikk szerkesztőit annak laptörténete sorolja fel. Ez a jelzés csupán a megfogalmazás eredetét és a szerzői jogokat jelzi, nem szolgál a cikkben szereplő információk forrásmegjelöléseként.